# Chazozra

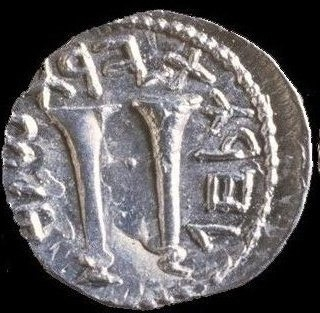
Chazozrot auf einer Bar Kochba Münze

Chazozra, auch hazozra, hasosrah, hasoserah, Plural chazozrot, hasoserot, war eine in religiösen Ritualen verwendete Naturtrompete der Israeliten, die aus Bronze oder Silber bzw. Silberlegierungen hergestellt wurde. 

## Biblische Erwähnungen
Die chazozra wird im Alten Testament 31 Mal erwähnt und ist in der Vulgata mit tuba übersetzt. Im 4. Buch Mose ist wahrscheinlich die erste schriftliche Beschreibung der chazozra festgehalten. Der Prophet Mose wird von Elohim aufgefordert: „Und der HERR redete mit Mose und sprach: Mache dir zwei Trompeten von getriebenem Silber …“ (4 Mos 10 )

## Beschreibung

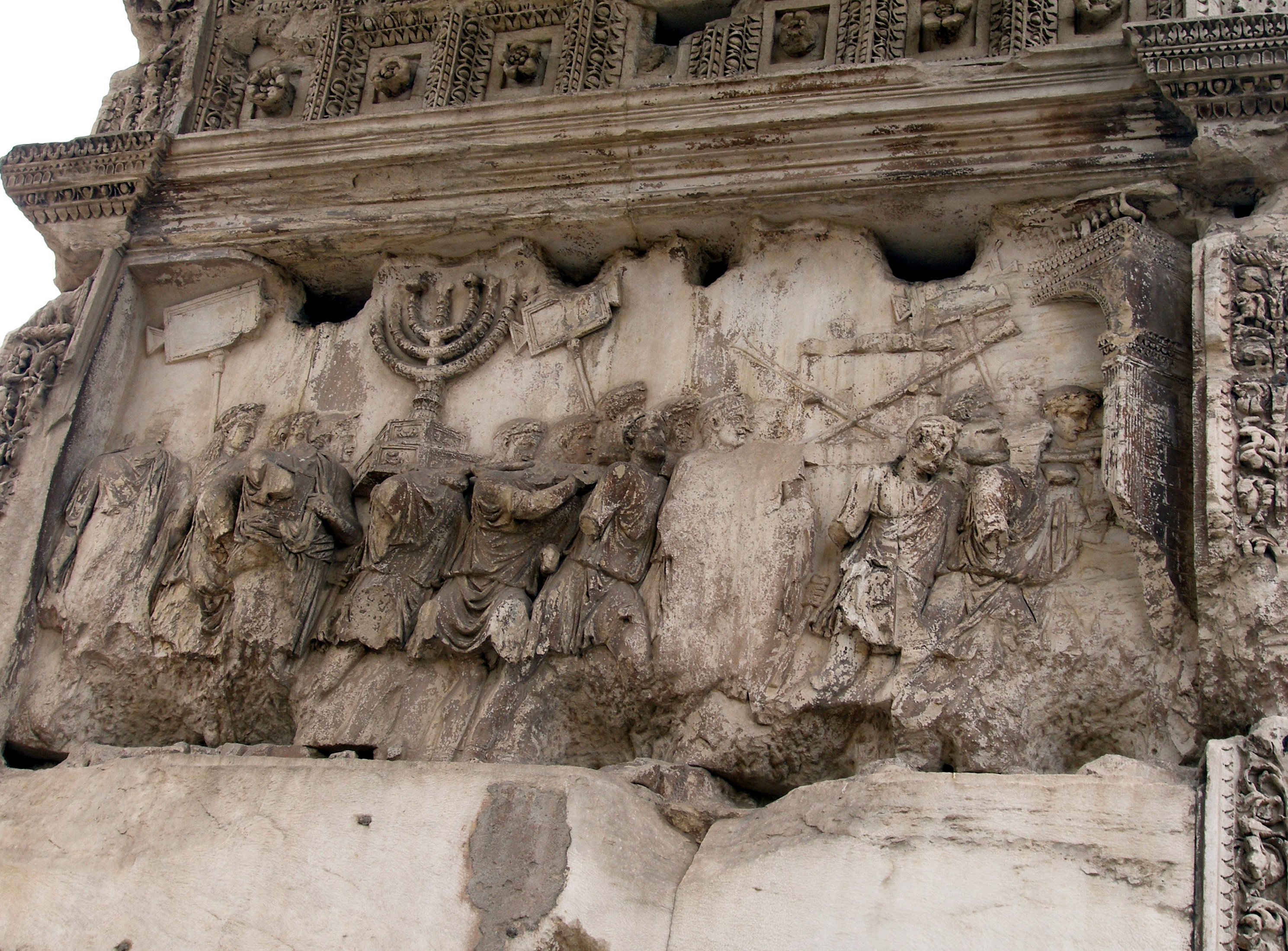
Relief des Titusbogen, rechts zwei chazozrot

Von der Bauform ist die gerade Metalltrompete chazozra vom gebogenen Naturhorn schofar zu unterscheiden. Während das Wort schofar auf das Akkadische zurückgeht, basiert chazozra auf der hebräischen Konsonantenwurzel ḤṢR („Gehäuse“, „Umzäunung“, abgeleitet „Röhre“). Die Form, nicht jedoch der Name, scheint aus Ägypten importiert worden zu sein und auf die einfachere ägyptische Militärtrompete scheneb zurückzugehen, die nur zwei Töne hervorbrachte. Die chazozra wurde meist paarweise gespielt. Während die chazozra dem institutionalisierten sakralen Bereich und dem Machtzirkel des Zweiten Tempels zugerechnet wird, gehörte der schofar zur magisch-mystischen Gottesverehrung.
Gemäß der Bibel wirkten zur Einweihung des salomonischen Tempels unter anderen „… 120 Priester (mit), die mit Trompeten bliesen. Und es war, als wäre es einer, der trompetete (…), als hörte man eine Stimme loben und danken dem HERRN.“ (2 Chr 5,12–13 )
Bei der Zerstörung des Zweiten Tempels im Jahre 70 zum Ende des Jüdischen Kriegs wurde das geraubte Tempelgerät nach Rom geschafft. Eine Abbildung dazu findet sich in Form von zwei Reliefs auf dem Titusbogen in Rom (ca. 70), die erst nachträglich um 190 angebracht wurden. Flavius Josephus gibt die Länge einer chazozra in seiner Schrift Jüdische Altertümer mit einer „knappen Elle“ (ca. 46 cm) an.